# Kenneth Biller
Kenneth Biller (født 23. december 1964) er en producent, manuskriptforfatter, instruktør såvel som tv-redaktør, bedst kendt for sit arbejde i Star Trek: Voyager.